# Marko Perišić
Marko Perišić (* 25. Januar 1991 in Sarajevo) ist ein bosnischer Fußballspieler.

## Karriere
Perišić begann seine Karriere beim FK Slavija Sarajevo, für den er im März 2010 gegen den NK Travnik in der Premijer Liga debütierte. Nach 93 Ligaspielen, in denen er vier Tore erzielte, wechselte er im Januar 2014 nach Lettland zum FK Spartaks Jūrmala. Nach einem halben Jahr in Lettland wechselte er im Sommer 2014 nach Libyen zu al-Ahly Bengasi. Im August 2015 wechselte er in die Slowakei zum FC Zlaté Moravce. In der Saison 2015/16 absolvierte Perišić 26 Partien in der Fortuna liga, in denen er einmal einnetzte.
Nachdem er Zlaté Moravce nach einer Saison verlassen hatte und kurzzeitig vereinslos gewesen war, schloss er sich im September 2016 dem österreichischen Zweitligisten Kapfenberger SV an. Zum Jahresende verließ er die Kapfenberger wieder.
2017 wechselte er zurück nach Bosnien zum HŠK Zrinjski Mostar.